# Église Saint-Michel de Hambourg
Pour les articles homonymes, voir Saint-Michel.
L'église Saint-Michel (en allemand : St.-Michaelis-Kirche), localement surnommée « Der Michel », est l'une des cinq églises luthériennes principales (Hauptkirchen) de Hambourg, en Allemagne, et l'une des plus connues de la ville, devenue le symbole de Hambourg.

## Histoire et construction

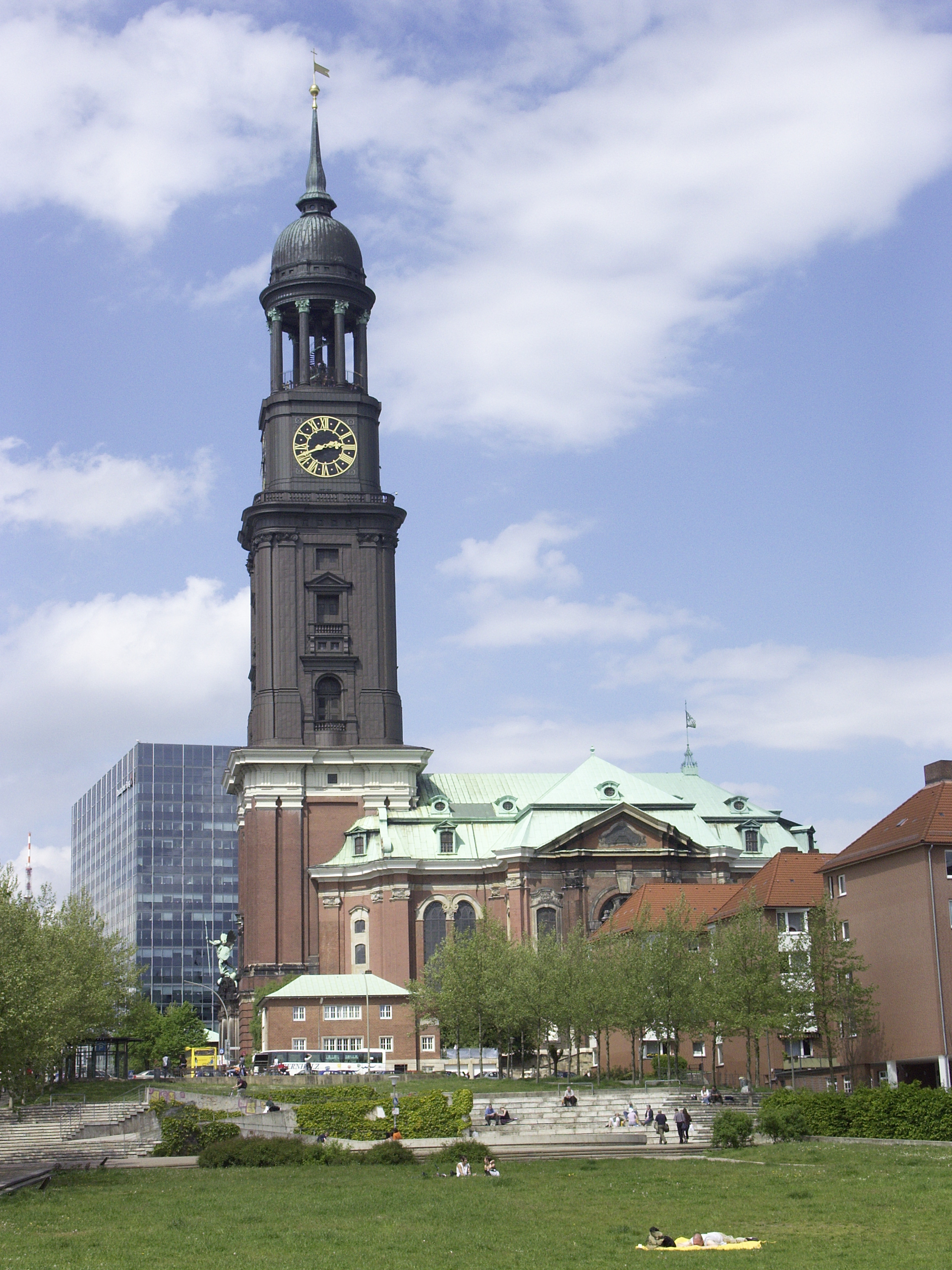
Vue de l'église.

Construite à la gloire de l'archange Saint Michel, on trouve sur la porte de l'église, une statue de bronze qui montre l'Archange combattant le Diable.
L'église actuelle est la troisième à cet endroit. La première est construite entre 1647 et 1669. Elle devient l'église de la nouvelle ville (Neustadt) qui avait été fondée en 1625 dans l'enceinte des nouvelles murailles de la ville. En 1687, Der Michel devient la cinquième église principale (Hauptkirche) et la nouvelle ville devint une paroisse. Cette église fut détruite le 10 mai 1750 par la foudre.
En 1786, une nouvelle construction, suivant le plan de Johann Leonhard Prey et d'Ernst Georg Sonnin fut achevée. C'est l'église désormais connue, mais elle est reconstruite deux fois au XXe siècle : après un incendie en 1906 lors de travaux, et après les bombardements de la ville en 1944 et 1945. À partir de 1983, l'église a connu d'importantes rénovations, d'abord de la flèche, puis du toit.
Avec deux mille cinq-cents places assises, Saint-Michel est l'église la plus grande de Hambourg. La flêche, accessible au public, offre un panorama sur la ville et sur le port.

## Crypte

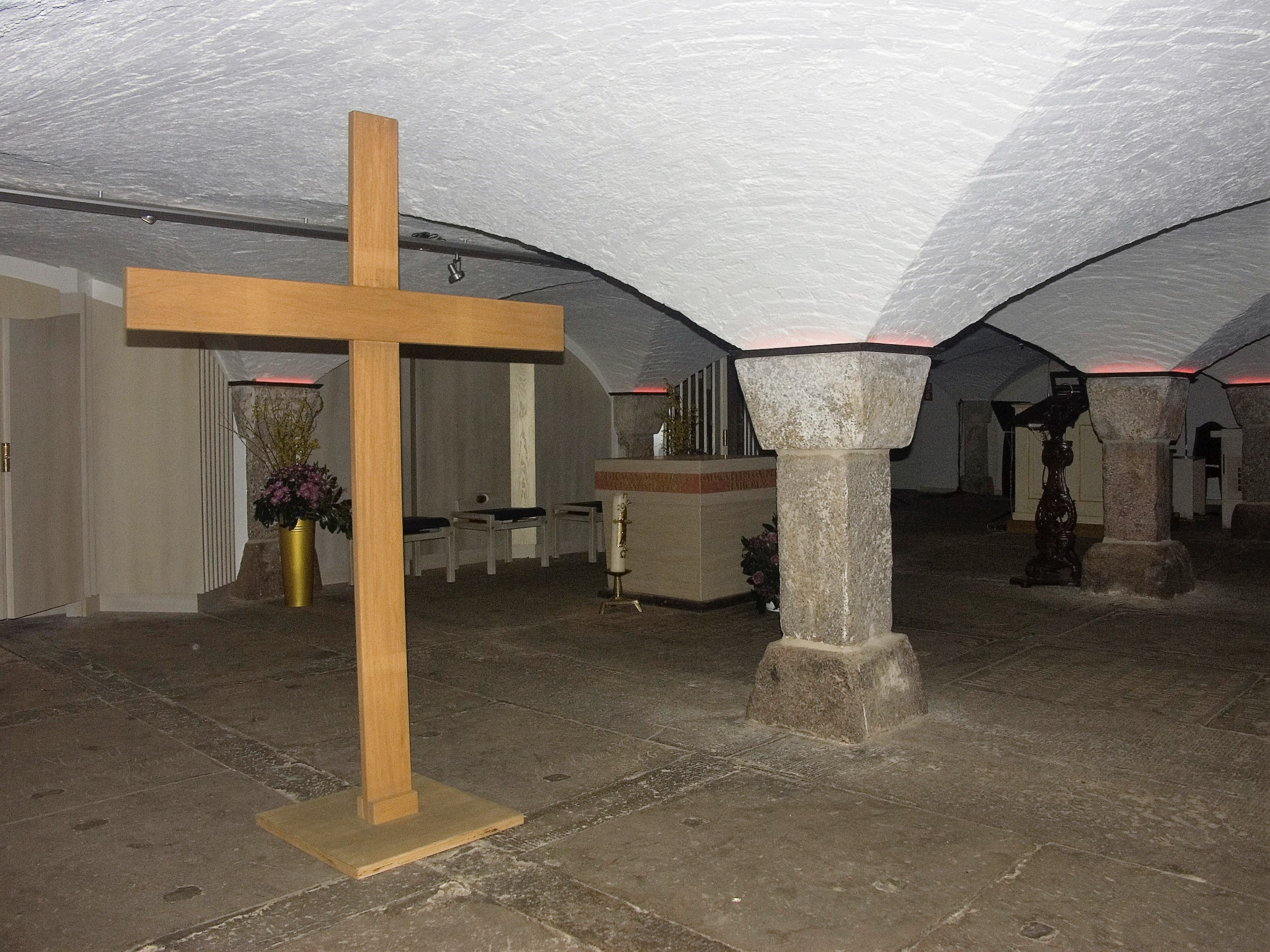
Crypte.

La crypte a été installée lors de la deuxième construction. Il était prévu que la vente des emplacements funéraire participe au financement des travaux. On connait le nom de 2 425 personnes inhumées, parmi lesquelles figurent Johann Mattheson († 17 avril 1764), Carl Philipp Emanuel Bach († 14 décembre 1788), du poète hambourgeois Hinrich Borkenstein (de) († 29 novembre 1777) et l'architecte de l'église Ernst Georg Sonnin († 8 juillet 1794). Les chambres funéraires sont profondes et peuvent accueillir quatre cercueils superposés. Pendant la Seconde Guerre mondiale, la crypte a servi d'abri anti-aérien. La crypte abrite aujourd’hui aussi une exposition retraçant l'histoire de la construction de l'église, avec des modèles réduits.

## Numismatique
L'église Saint-Michel de Hambourg figure sur la pièce commémorative de 2 euros de l'Allemagne de 2008.